# Елмор (Алабама)
Елмор (англ. Elmore) — місто (англ. town) в США, в окрузі Елмор штату Алабама. Населення — 1280 осіб (2020).

## Географія

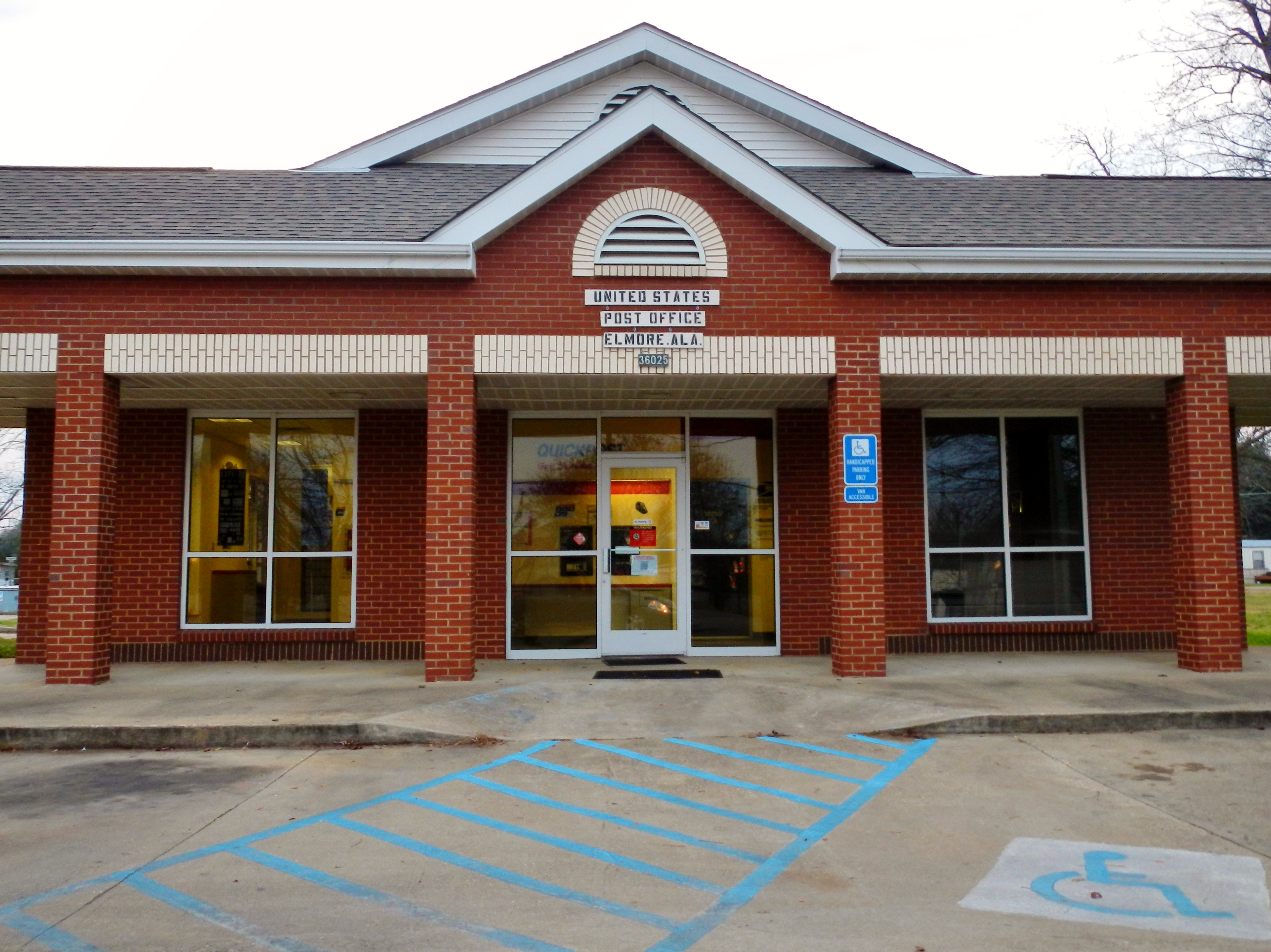
Пошта

Елмор розташований за координатами 32°32′40″ пн. ш. 86°20′11″ зх. д. / 32.54444° пн. ш. 86.33639° зх. д. (32.544337, -86.336446). За даними Бюро перепису населення США в 2010 році місто мало площу 10,41 км², з яких 10,23 км² — суходіл та 0,18 км² — водойми.

## Демографія
Згідно з переписом 2010 року, у місті мешкали 1262 особи в 423 домогосподарствах у складі 331 родини. Густота населення становила 121 особа/км². Було 462 помешкання (44/км²).
Расовий склад населення:
| - 64,3 % — білих - 26,7 % — чорних або афроамериканців - 0,2 % — азіатів - 0,1 % — корінних американців - 7,4 % — осіб інших рас |

До двох чи більше рас належало 1,3 %. Частка іспаномовних становила 8,8 % від усіх жителів.
За віковим діапазоном населення розподілялося таким чином: 32,6 % — особи молодші 18 років, 59,6 % — особи у віці 18—64 років, 7,8 % — особи у віці 65 років та старші. Медіана віку мешканця становила 29,1 року. На 100 осіб жіночої статі у місті припадало 92,7 чоловіків; на 100 жінок у віці від 18 років та старших — 91,0 чоловіків також старших 18 років.
Середній дохід на одне домашнє господарство становив 45 386 доларів США (медіана — 40 150), а середній дохід на одну сім'ю — 49 946 доларів (медіана — 44 205). Медіана доходів становила 34 191 долар для чоловіків та 42 143 долари для жінок. За межею бідності перебувало 30,0 % осіб, у тому числі 37,3 % дітей у віці до 18 років та 9,8 % осіб у віці 65 років та старших.
Цивільне працевлаштоване населення становило 629 осіб. Основні галузі зайнятості: роздрібна торгівля — 20,8 %, будівництво — 17,6 %, освіта, охорона здоров'я та соціальна допомога — 11,9 %, публічна адміністрація — 10,5 %.